# Maison dite de Nicolas Venette
La maison de Nicolas Venette, bâti au XVIIe siècle, est situé au 11 rue des Augustins et rue Chaudrier à La Rochelle, en France. L'immeuble a été classé au titre des monuments historiques en 1924.

## Historique
Situé à l'angle de la rue Nicolas Venette et de la rue de l'Abreuvoir, ce bâtiment du XVIIe siècle présente une façade ornée de cinq gargouilles et de six bustes de médecins emblématiques de l'Antiquité au Moyen Âge, tel que Hippocrate, Galien, Avicenne, accompagnés de citations extraites des livres sacrés. Elle est dite à tort maison de Nicolas Venette, médecin né et mort à La Rochelle (1633-1698). 
Elle a appartenu à la famille Billaud dans la 2e moitié du XVIIIe siècle, notamment par Billaud-Varenne. 
Elle est devenue propriété de la ville au XXe siècle. Après avoir servi de tribunal administratif et de prud'homme, elle abrite actuellement les services de santé publique, d'hygiène et d'environnement de la ville. L'entrée du service de vaccinations et l'accès handicapés se trouve au no 2 de la rue de l'Abreuvoir,.
Le bâtiment est classé au titre des monuments historiques par arrêté du 12 mai 1924.

## Architecture

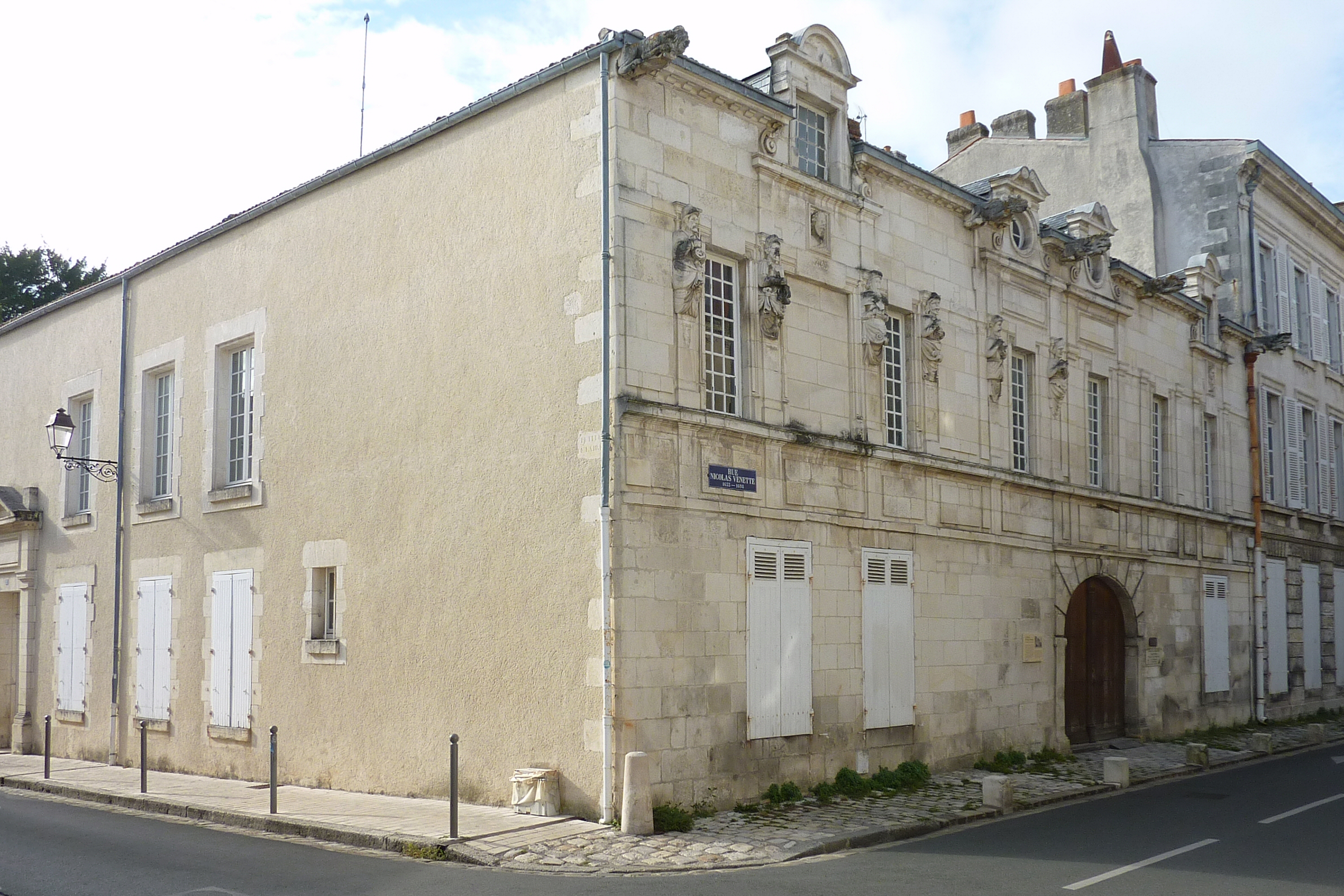
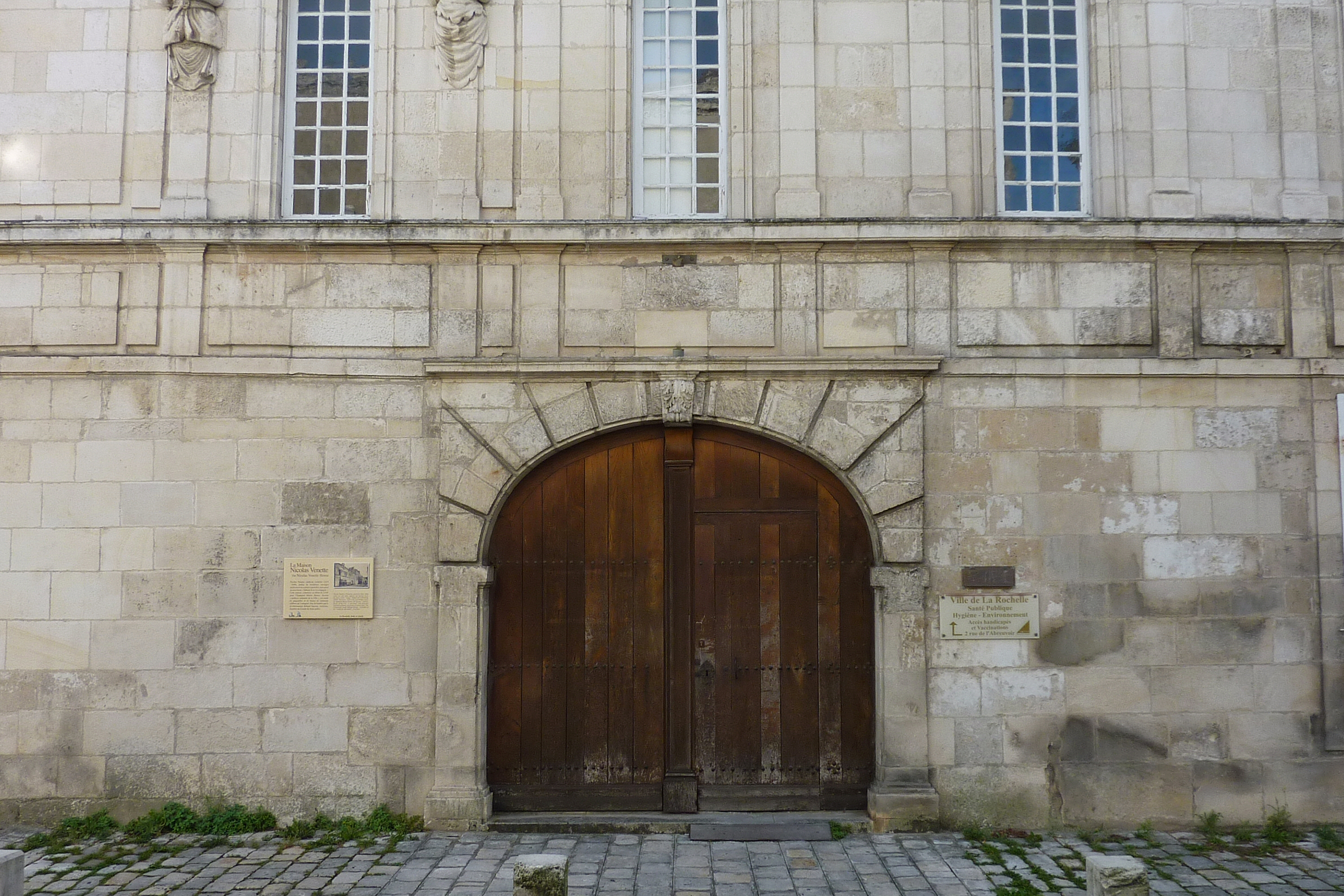
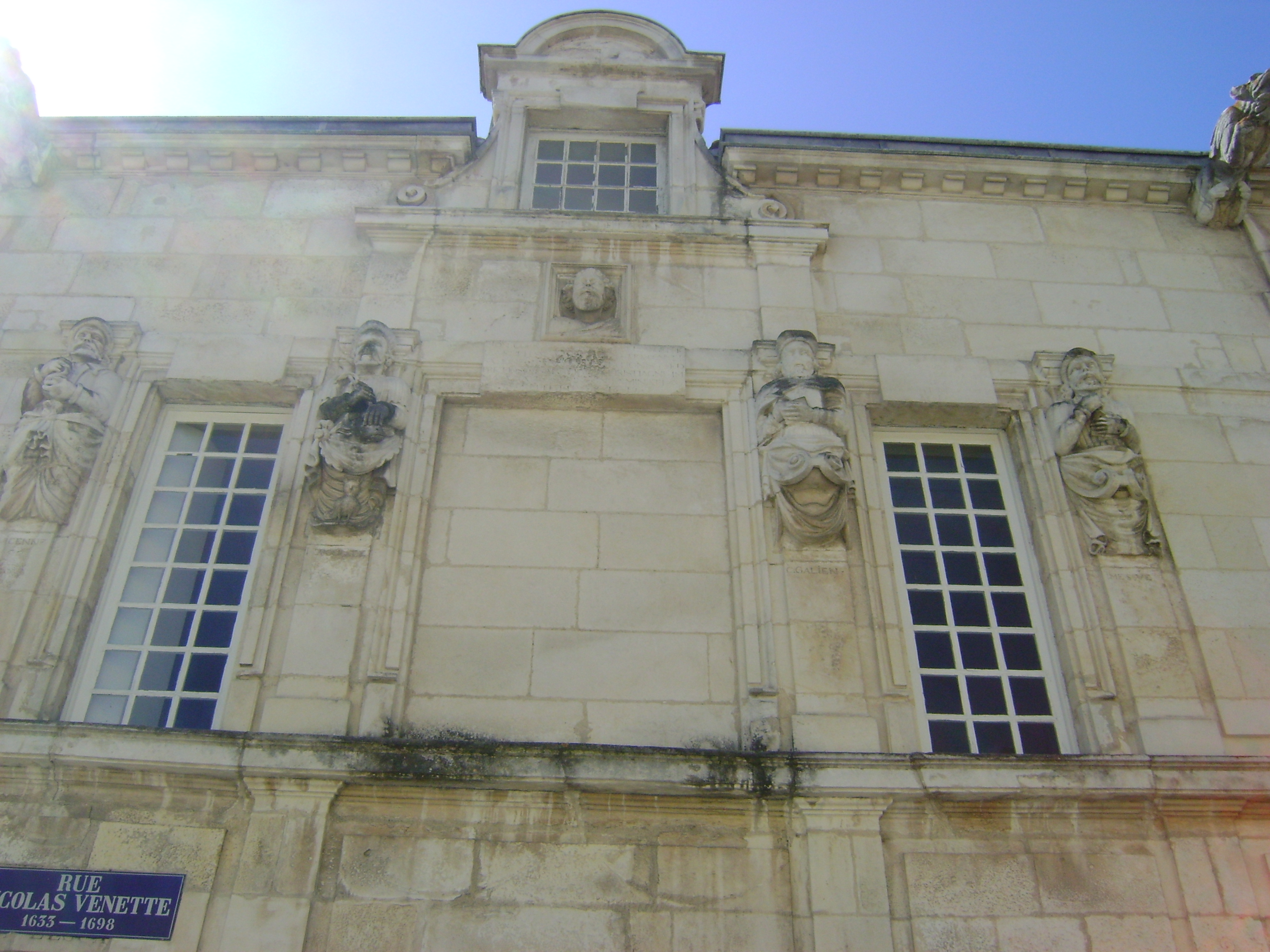
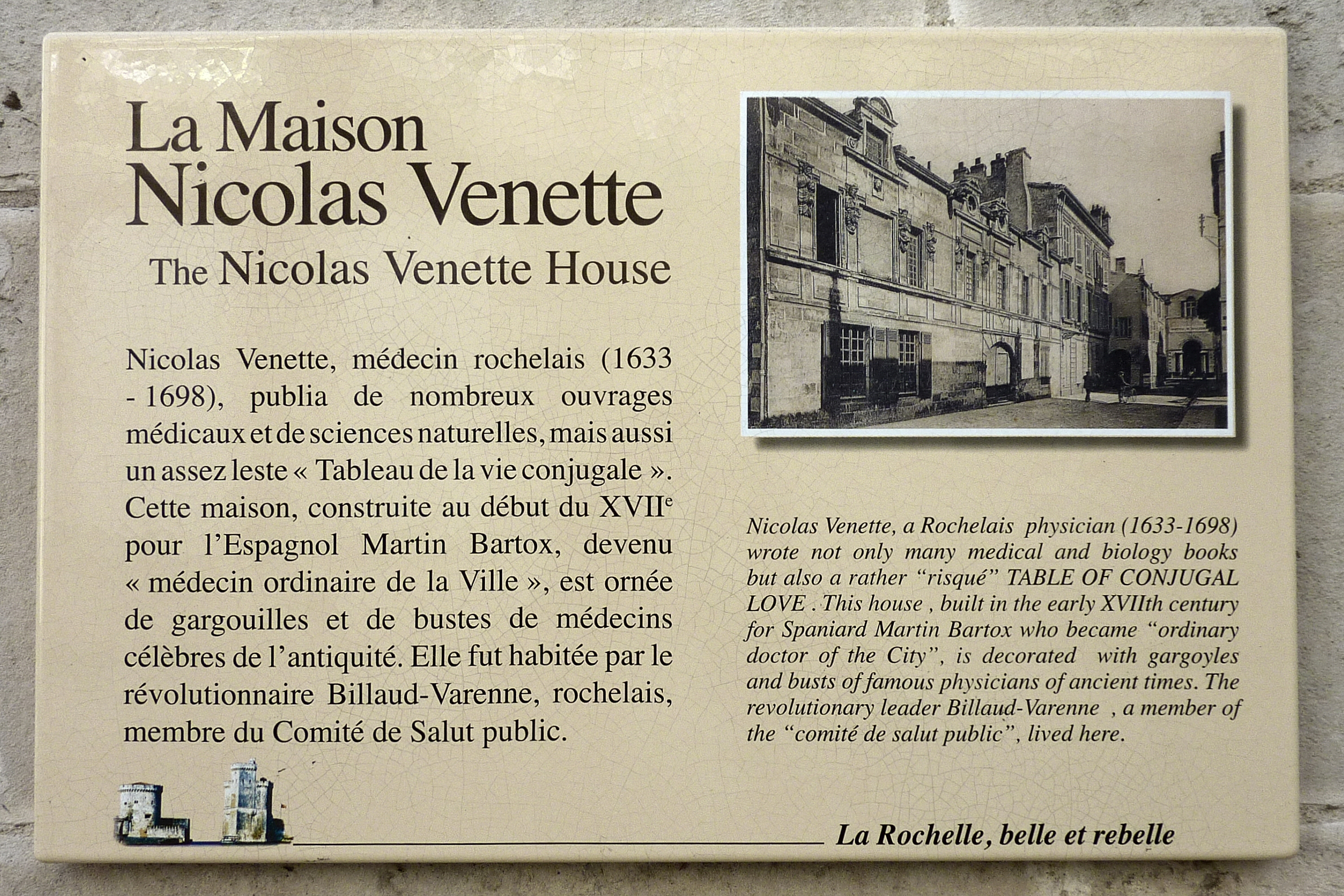